# Дзюбенко Олексій Терентійович
Олексі́й Тере́нтійович Дзюбе́нко (13 (25) жовтня 1890, м. Прилуки, тепер Чернігівська область — 13 червня 1968, смт Димер Київської області) — український бандурист.

## Життєпис
Олекса Терентійович Дзюбенко — учень М. Кравченка. Учасник Київської капели бандуристів з 1925. Давав сольні концерти.
Арештований 19 жовтня 1937 року «за участь у контрреволюційній організації». Проходив у справах Д. Є. Балацького та І. А. Борця. Термін ув'язнення не встановлено.
Став учасником Шевченківської капели бандуристів у 1942 році.
Повернувся з Німеччини в Україну.
З 1945 року — у Дрогобицькій філармонії, з 1949 — вчителем бандури в Димерівській музичній школі.
Він — автор пісні на слова Лесі Українки «Місяць яснесенький».
У жовтні 1941 р. на руїнах Києва він та Дмитро Черненко першими взялись відродити капелу. І відродили. Олексій Дзюбенко проводив усі перші проби. Він переслухав і прийняв у її склад Миколу Лісківського. А коли повернувся з полону Г. Назаренко охоче передав йому мистецьке керівництво. Однак своїм сольним виконанням історичних дум та пісень мав визначальний вплив на формування мистецького профілю нововідродженої Капели як суто кобзарської національної мистецької одиниці. Дзюбенко пробув з шевченківцями від жовтня 1941 р. до липня 1944 р. Не захотів виїжджати з Капелою вдруге на чужину і лишився в м. Турки в Галичині.
Дальша доля його недостатньо відома. Ніби то був на засланні, йому скоротили термін і дозволили повернутись до рідного Києва, де він і провів останні роки, як консультант для столичних ансамблів і капел бандуристів.

### Репертуар
Виконував думи: «Про Федора Безрідного», «Невольницький плач», «Про козака Голоту» та інші.